# Escuts i banderes de la Conca de Barberà

Escut oficial de la Conca de Barberà

Bandera de la Conca de Barberà

Els escuts i banderes de la Conca de Barberà són el conjunt de símbols que representen els municipis d'aquesta comarca.
Pel que fa als escuts comarcals, cal dir que s'han creat expressament per representar els Consells i, per extensió, són el símbol de tota la comarca.
En aquest article s'hi inclouen els escuts i les banderes oficialitzats per la Generalitat de Catalunya el 1981 per la Conselleria de Governació, que en té la competència. Només es fa una excepció amb l'escut de Montblanc, un dels més antics de Catalunya, que tot i la seva antiguitat no ha estat encara oficialitzat.
No tenen escut ni bandera oficial els municipis de Montblanc, Pira, Pontils, Santa Coloma de Queralt, Sarral i Vilaverd.

## Escuts oficials

Barberà de la Conca Aprovat el 13 d'octubre del 1988.
Blancafort Aprovat el 13 d'octubre del 1988.
Conesa Aprovat el 27 de març del 1996.
l'Espluga de Francolí Publicat al DOGC el 30 de maig del 2011.
Forès Aprovat el 14 de maig del 2001.
Llorac Aprovat el 3 de juliol de 1992.
Montblanc Escut oficiós.
Passanant i Belltall Aprovat el 26 de març de 1997.
les Piles Aprovat el 23 de desembre de 1996.
Rocafort de Queralt Aprovat el 6 d'abril de 1999.
Savallà del Comtat Aprovat el 15 de març de 1996.
Senan Aprovat el 13 d'octubre del 1988.
Solivella Publicat al DOGC el 2 d'octubre de 2007.
Vallclara Publicat al DOGC el 28 de maig de 2019.
Vallfogona de Riucorb Aprovat l'1 de desembre de 1992.
Vilanova de Prades Aprovat el 3 de març de 2015.
Vimbodí i Poblet Aprovat el 23 de juliol de 1985.

## Banderes oficials

Barberà de la Conca Publicada al DOGC el 24 de desembre de 2002.
Blancafort Publicada al DOGC el 14 de juliol de 2009.
Conesa Publicada al DOGC el 13 de desembre de 2000.
Llorac Publicada al DOGC el 15 de maig de 2013.
Passanant i Belltall Publicada al DOGC el 24 de març del 2006.
les Piles Publicada al DOGC el 24 de desembre de 1999.
Rocafort de Queralt Publicada al DOGC el 29 de maig de 2002.
Savallà del Comtat Publicada al DOGC el 24 de gener de 2000.
Senan Publicada al DOGC el 25 de setembre de 1991.
Solivella Publicada al DOGC el 10 de març de 2011.
Vallclara Publicada al DOGC el 30 de setembre de 2020.
Vallfogona de Riucorb Publicada al DOGC el 17 de setembre de 2002.
Vilanova de Prades Publicada al DOGC el 29 de juny de 2017.